# Durchforstung

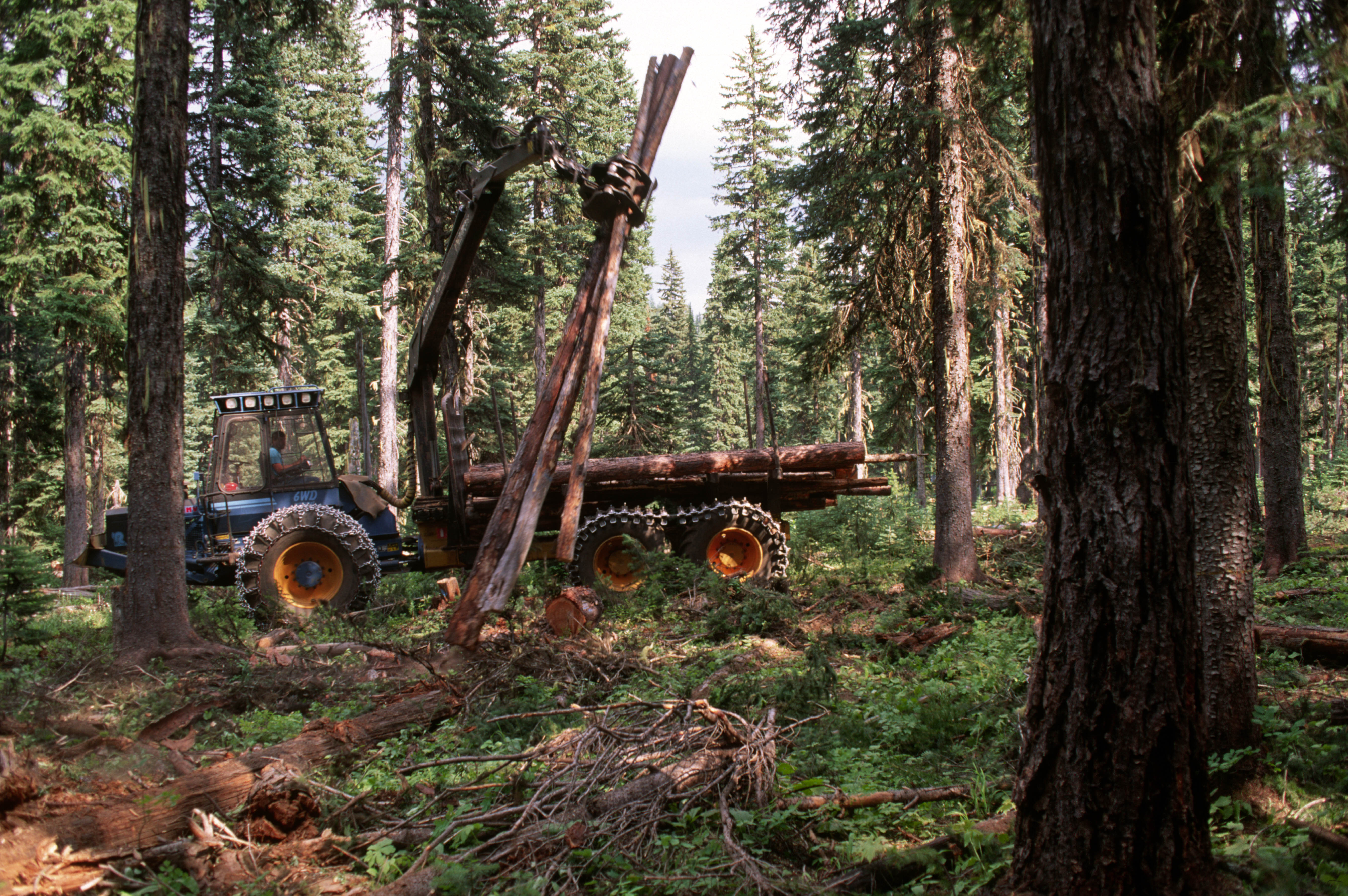
Durchforstung im Umatilla National Forest

Durchforstung (regional auch Ausforsten) nennt man eine waldbauliche Pflegemaßnahme, bei der aus einem Baumbestand eine größere Anzahl Bäume gezielt entnommen wird. Je nach Ziel der Durchforstung werden nur abgestorbene, zusätzlich schwache und fehlgewachsene oder auch schon schlagreife Bäume gefällt. Die allgemeine Zielsetzung einer Durchforstung ist die Stabilität eines Baumbestands, die Lenkung der Baumartenzusammensetzung und die Lenkung des Baumzuwachses (Holzertrag).
Vorstufen der Durchforstung sind Kulturpflege und Läuterung. Eine Pflegemaßnahme wird erst dann als Durchforstung bezeichnet, wenn nutzbares Holz (vgl. Nutzholz, Derbholz) anfällt.
Der Begriff Durchforstung wurde erstmals von Georg Ludwig Hartig in die Literatur eingeführt (1791, Anweisung zur Holzzucht für Förster).

## Arten der Durchforstung
Folgende Durchforstungsarten gibt es:
(Die Unterscheidung nach Durchforstungsarten basiert auf Baumklassensystemen.)

### Niederdurchforstung
Eingriffe in die niederen Schichten des Bestandes (v. a. Kraft’sche Baumklasse 3 und 4). Früher das gängigste Durchforstungsverfahren. Die Wirkung auf den Bestand ist jedoch eher negativ, weil damit eher Kollektivstabilität geschaffen wird, weniger Einzelbaumstabilität. Ferner sind, durch den hohen Dichtstand im Herrschenden, Zuwachsverluste die Folge, daher wird dieses Verfahren heute nur noch in Ausnahmefällen angewendet.
Niederdurchforstungen werden in unterschiedliche Intensitäten (Durchforstungsgrade – heute nicht mehr gebräuchlich) eingeteilt:
- A-Grad, schwache Durchforstung: Entnahme abgestorbener und toter Stämme, sowie niedergebogene Stangen (Baumklasse 5) und kranker Stämme
- B-Grad, mäßige Durchforstung: Entnahme abgestorbener, toter Stämme, niedergebogener, unterdrückter Stämme, Peitscher, Vorwüchse (Baumklassen 4,5 und Teilen von 2)
- C-Grad, starke Durchforstung: Allmähliche Entfernung aller Stämme der Baumklassen 2–5, sowie einzelner der Klasse 1

### Hochdurchforstung
Eingriffe in die vorherrschende und herrschende Baumschicht. Die herrschende Schicht (Baumklasse 2 nach Kraft) ist die bestandsbildende Schicht. Die Folge ist eine prägende Wirkung auf den Bestand, vor allem hinsichtlich des Wertzuwachses und der Stabilität. Diese Durchforstungsart stellt (zumeist) das heutige Vorgehen in der Durchforstung dar.

### Auslesedurchforstung
Die Auslesedurchforstung kann auch als eine Form der Hochdurchforstung betrachtet werden. Nachfolgend vorgestellt werden Positive und Negative Auslesedurchforstung nach Walter Schädelin, das Z-Baum-Konzept nach Altherr sowie die Gruppendurchforstung nach Klein.

#### Positive Auslesedurchforstung
Hier werden im Bestand zunächst die Auslesebäume (vgl. Z-Baum) bestimmt. Ein Auslesebaum wird nach folgenden Kriterien ausgewählt:
- Vitalität (Merkmal: u. a. Kronenlänge),
- Qualität (Merkmal: u. a. Schaftverlauf, Astigkeit),
- räumliche Verteilung.

Die Auswahl der Bäume wird entweder schematisch (z. B.: alle 5–7 Meter ein Auslesebaum) oder je nach Angebot auf der Fläche (z. B.: 250 Auslesebäume pro Hektar) getroffen. Nachdem die Auslesebäume festgelegt sind, werden nun circa 1–2 Bäume entfernt, die in unmittelbarer Konkurrenz um Ressourcen (Licht, Wasser, Nährstoffe, Standraum) mit den Auslesebäumen stehen. Diese Bäume werden als Bedränger bezeichnet.

#### Negative Auslesedurchforstung
Dabei werden unerwünschte Bäume beseitigt. Unerwünscht sind vor allem schlecht geformte, grobastige, zwieslige oder abgängige Bäume. Dieses Verfahren ist kostenextensiver als die positive Auslese.
Die Auswahl der Auslesebäume erfolgt bei jeder Durchforstung „neu“, also dynamisch. Ein Auslesebaum der Durchforstung im Jahre X kann fünf Jahre später bei der nächsten Auslesedurchforstung eventuell ein Bedränger sein (vgl. Z-Baum-Konzept).

#### Z-Baum-Konzept
Die Z-Baum-Durchforstung kann auch als einmalige Auslesedurchforstung bezeichnet werden. Beim Z-Baum-Konzept werden im Stangenholz-Alter (bei einer Oberhöhe von ca. 15–20 m) Zukunftsbäume (Z-Bäume) ausgewählt, die ein Bestandesleben lang auch die Wertträger bleiben sollen. Die Auswahl ist also statisch und kann schematisch oder auch nach einer Gesamtzahl pro Hektar erfolgen. Diese Zahl ist abhängig von der jeweiligen Baumart (z. B.: Buche 60–100 (120) Z-Bäume pro Hektar, Fichte 120–200 (220) pro Hektar). Die Kriterien zur Z-Baum-Auswahl sind wie bei der Auslesedurchforstung:
- Vitalität (Merkmal: u. a. Kronenlänge),
- Qualität (Merkmal: u. a. Schaftverlauf, Astigkeit),
- räumliche Verteilung.

Das Z-Baum-Konzept wurde in Freiburg im Breisgau von Peter Abetz entwickelt und wird vor allem in Baden-Württemberg angewendet.

#### Gruppendurchforstung
Diese Durchforstung stellt im Wesentlichen eine Auslesedurchforstung unter Beachtung natürlicher Gruppenstrukturen dar. In den oben genannten Durchforstungen werden natürliche Gruppen nicht beachtet. Hier werden vorzugsweise nicht einzelne Auslesebäume gefördert, sondern Gruppen von Auslesebäumen. Einen Maximalwert für Gruppenmitglieder gibt es theoretisch nicht, jedoch werden in der Praxis nicht mehr als sieben Bäume zu einer Gruppe zusammengefasst. Um die ausgewählten Gruppen wird stark eingegriffen, so dass Blößen im Bestandesgefüge entstehen. Dadurch wird sich schon frühzeitig Verjüngung einstellen, des Weiteren werden die Gruppen stabilisiert, da größere Kronen entwickelt werden können. Sind die Gruppen einmal ausgewählt müssen sie auch gemeinsam geerntet werden, da die Gruppen vor allem eine kollektive Stabilität aufweisen. Gruppen sind dynamisch: Eine permanente Gruppenzugehörigkeit gibt es nicht. Zurückfallende Bäume werden gezielt entnommen.
Bemerkenswert ist der hohe Zuwachs mit horizontaler Ungleichmäßigkeit.

### Plentern
Die Plenterwald-Bewirtschaftung betrifft nicht, wie die anderen Verfahren, einen gestuften Altersklassenwald, sondern dient dazu, einen Dauerwaldzustand aufrechtzuerhalten. Plenterwälder sind vor allem ökologisch wertvoller als Altersklassenwälder, können aber auch ökonomische Vorteile haben, bspw. durch das geringere Risiko von Komplettausfällen und die langfristige Stabilität der Flächenproduktivität.
Das folgende Durchforstungsverfahren der „Strukturdurchforstung“ ist keine Durchforstung im eigentlichen Sinn, sondern eine Maßnahme im Rahmen des Waldumbaus von einem Altersklassenwald in einen Plenterwald.

#### Strukturdurchforstung (nach Reiniger, von der Goltz)
Dieses Instrument wird zur Überführung von einschichtigen Altersklassenwäldern (meist Fichtenreinbestände) in Dauerwald eingesetzt. Dabei werden zunächst in der Oberschicht Z1-Bäume ausgewählt, die nach starker Freistellung wachsen, bis sie den Zieldurchmesser erreicht haben. Dann werden sie einzelstammweise geerntet.
Anschließend werden halbwegs gut bekronte zwischen- und unterständige Bäume ausgewählt und als Z2 bezeichnet. Deren Zweck ist es, nach den ersten Zieldurchmesserernten (= Öffnung des Kronendachs) in der Oberschicht zu stabilisieren und sich im Laufe der Bestandesentwicklung so lange zu halten, bis sie nach der kompletten Ernte der Z1-Bäume deren Rolle übernehmen. Das Ergebnis soll durch die einzelstammweise Nutzung ein gestufter Bestand sein.
- nach Reiniger: 300 Z1-Bäume, 300 Z2-Bäume (jeweils je Hektar)
- nach von der Goltz: 150–200 Z1-Bäume, 150–200 Z2-Bäume (jeweils je Hektar)

## Qualität
Man kann den Ausbildungsstand und das Verständnis für die naturschützerischen Belange von einer Durchforstungscrew an der Durchforstung ersehen. Ausgebildete Forstleute beachten auch, was natürlich gewachsen ist und sind bereit auch solches zu fördern, sei es um die Widerstandsfähigkeit des Bestandes zu erhöhen (h/d-Verhältnis, Artenvielfalt usw.) oder aus anderen ökologischen wie ökonomischen Gesichtspunkten.

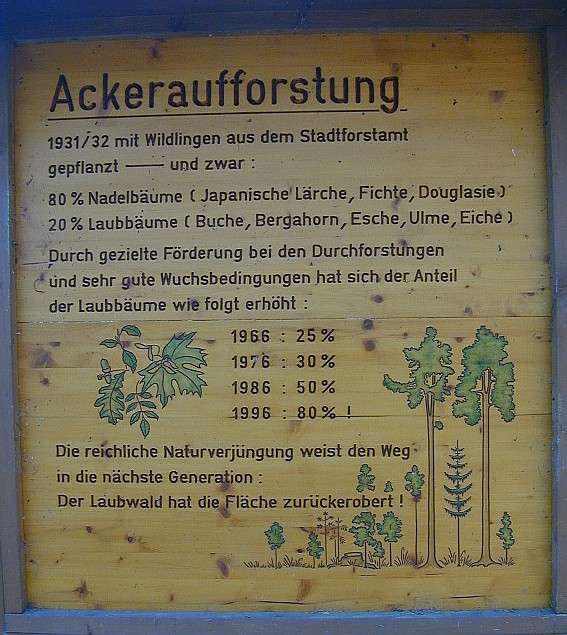
Beispiel der Einflussnahme auf die Baumartenzusammensetzung durch Durchforstung im Naturschutzgebiet „Schweineberg“ (Hameln)

Eine von Carl Justus Heyer geprägte Grundregel zur Durchforstung lautet: „Früh, oft, mäßig.“ Ein frühes Einsetzen bedeutet eine frühe Steuerung auf das waldbauliche Ziel (Baumartenzusammensetzung, Stabilität, Zuwachslenkung) – je nach Zielsetzung kann sie allerdings auch zu früh erfolgen. Eine (nach forstlicher Zeitskala) häufige, maßvolle Durchforstung gibt den Bäumen die Möglichkeit, sich auf die geänderte Bestandesstruktur einzustellen. In einer Dekade birgt ein einmaliger Eingriff mit einer bestimmten Nutzungsmasse ein höheres Risiko als drei Eingriffe mit jeweils 1/3 Nutzungsmasse. Das sich verschlechternde Verhältnis von Ertrag zu Kosten macht die Einhaltung nicht nur dieser Grundregel zunehmend unmöglich.
Bei der Durchforstung von bisher nicht- oder negativdurchforsteten (und somit – oft durch Übervorsicht ungewollt – auf Kahlschlag getrimmten) Beständen besteht mit zunehmenden Bestandesalter ein zunehmender Zwang zur Weiterführung der bisherigen Bewirtschaftungsform.
Sinnspruch: „Eine gute Durchforstung erfordert ein klares Ziel, eine scharfe Axt und ein kaltes Herz“ – in Abhängigkeit von der gegebenen Situation.

## Geschichte
Die ersten schriftlich fixierten Nachrichten über Durchforstungen stammen aus Forstordnungen des 15. Jahrhunderts. In seinem Buch Von Forstlicher Überherrligkeit vnd Gerechtigkeit betont der Rechtsgelehrte Noe Meurer 1560 den günstigen Einfluss von Durchforstungsmaßnahmen auf den Zuwachs der verbleibenden Bäume.
Den Begriff Durchforstung selbst hat erst Georg Ludwig Hartig 1791 in Anweisung zur Holzzucht für Förster in die Literatur eingeführt und Regeln für die Ausführung gegeben. Dabei hat Hartig jedoch keine neuen Erkenntnisse vorgetragen, sondern nur das vorhandene Erfahrungswissen zusammengefasst und systematisch aufbereitet.